# Église Saint-Antoine-et-Sainte-Catherine de Liège
L'église Saint-Antoine-et-Sainte-Catherine est une église baroque située En Neuvice à Liège.

## Historique

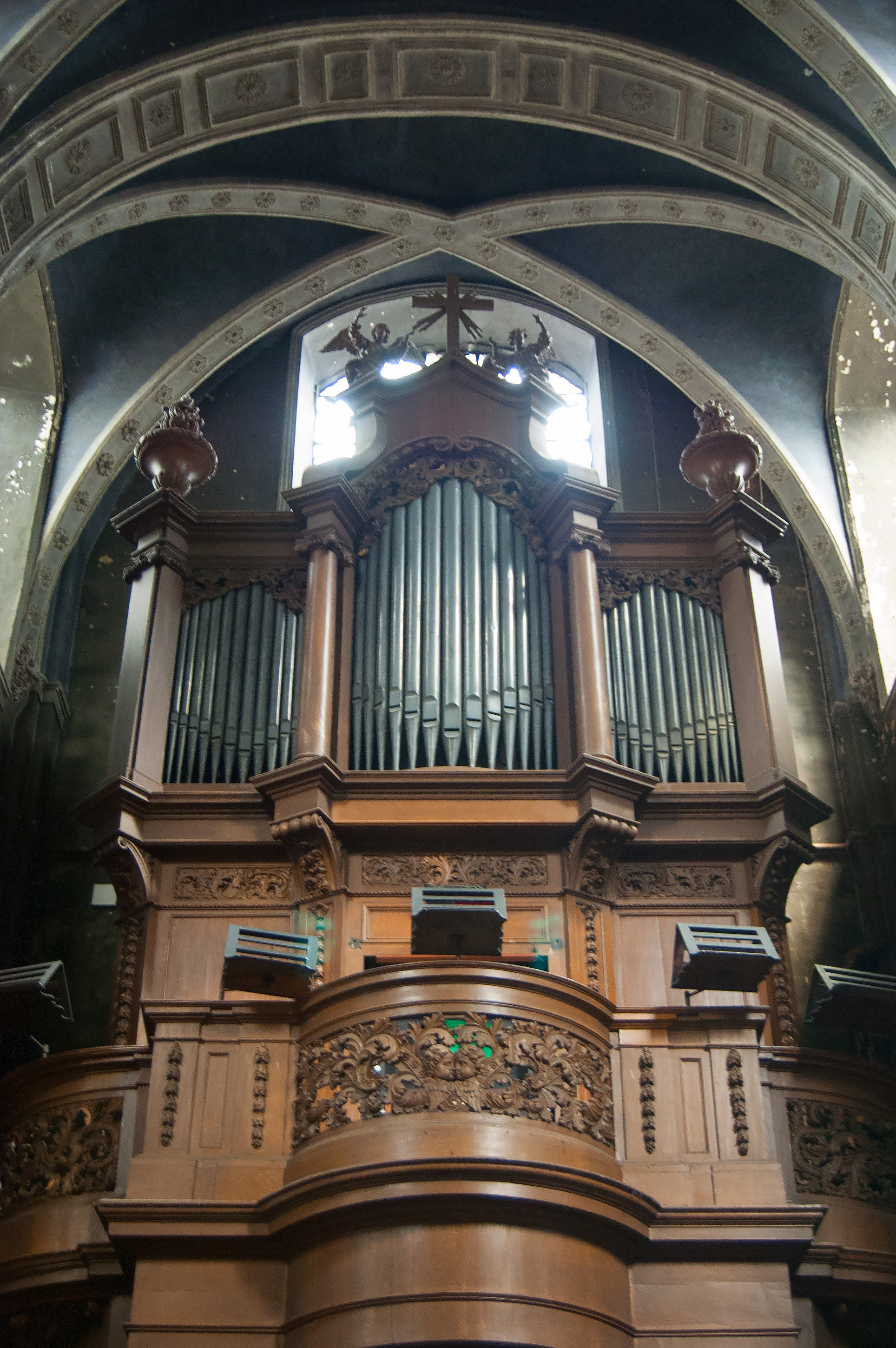
Orgue de l'église.

L'église primitive a été érigée au début du XIIe siècle à proximité du vieux pont des Arches. En 1358, elle a été  déplacée et reconstruite en style gothique En Neuvice. Cette deuxième église, remaniée au XVIe siècle, a été détruite, ainsi que tout le quartier environnant, en 1691 lors du bombardement de la ville du 2 au 7 juin par les troupes françaises sous le commandement de Louis François de Boufflers pour représailles à la suite du non-respect de neutralité de la ville par rapport au roi d'Espagne, alors en conflit avec la France.
Elle est reconstruite à la fin du XVIIe siècle sous un style baroque.
Dans les années 1960, à la suite de la désacralisation de l'église Saint-Antoine qui devient une dépendance du Musée d’Art Mosan et d’Art Religieux, l'église initialement dédiée à sainte Catherine devient l’église Saint Antoine-et-Sainte-Catherine.
En juillet 2018, le tableau du maître-autel de Théodore-Edmond Plumier, le Martyre de sainte Catherine, s'affaisse et se déchire. L’œuvre est déposée en novembre 2018, celle-ci fera l'objet d'une restauration in situ.
La façade de l'église est restaurée à partir d'août 2018,.
L'orgue Clerinx, le jubé et la tribune sont classés au patrimoine wallon en 1998. En 2021, à l'exception de tous les éléments sulpiciens du XIXe siècle, tels que la Vierge de Lourdes ou le chemin de croix, c'est la totalité des parties extérieures et intérieures qui sont à leur tour classées.

## Architecture
La façade baroque avec ses pilastres toscans est intégrée dans le paysage urbain. L'église actuelle a un plan forme de croix grecque. Des pilastres toscans supportent également les arches à l'intérieur de l'église.

## Sculptures
- Sculptures d'un Ange gardien avec l'Enfant, Saint-Joseph, Sainte-Barbe et Antoine de Padoue (1701-1710), Cornélis Vander Veken
- Monument funéraire d'Adrien de Ghysels et de Barbe Lucion par Renier Panhay de Rendeux, après 1738,
- Statues baroques de Jean Del Cour et une par Renier Panhay de Rendeux,
- Martyre de sainte Catherine, tableau du maître-autel, 640 × 380 cm, Théodore-Edmond Plumier